# Glischrochilus grandis
Glischrochilus grandis är en skalbaggsart som först beskrevs av Tournier 1872.  Glischrochilus grandis ingår i släktet Glischrochilus, och familjen glansbaggar. Arten har ej påträffats i Sverige.

## Bildgalleri

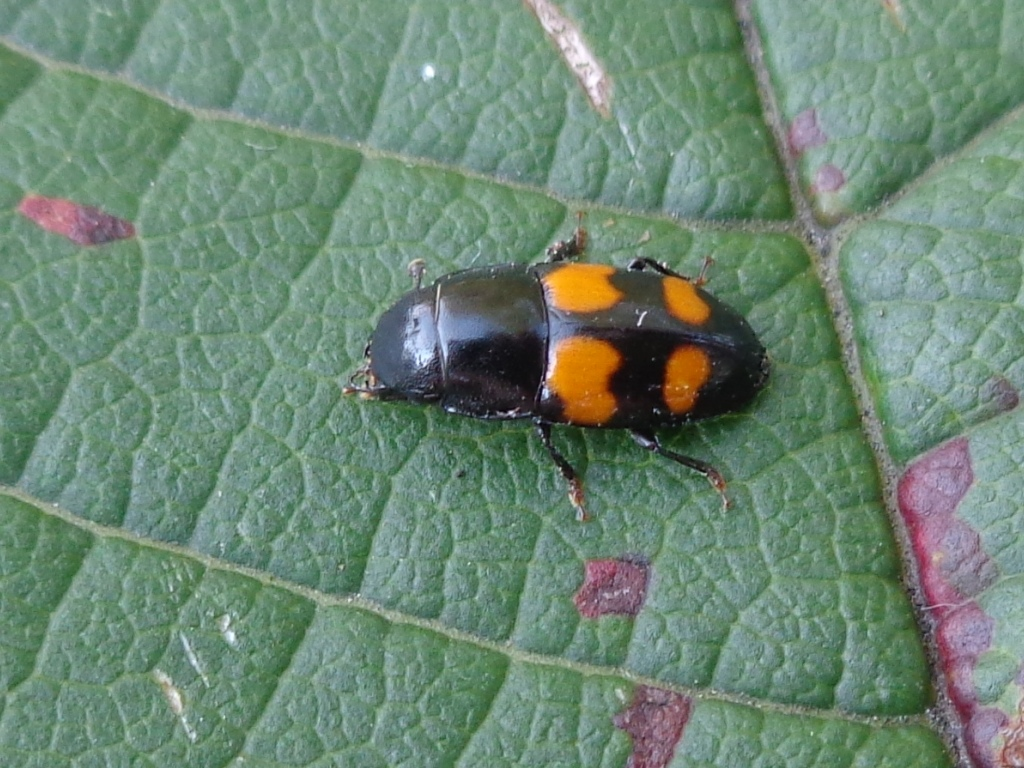